# Speed Art Museum
Le Speed Art Museum, surnommé The Speed est le plus vieux et le plus grand musée d'art de l'État du Kentucky. Il est situé dans la ville de Louisville, près du campus Belknap de l'université de Louisville. Ce musée abrite art ancien, classique et moderne. Ses collections se concentrent sur l'art occidental, de l'antiquité à nos jours : peintures des Pays-Bas, de la France et d'Italie, ainsi que des œuvres d'art contemporain.

## Historique
Le musée, construit par Arthur Loomis (en) dans le style néo-classique, ouvrit ses portes en 1927. Loomis était déjà connu à Louisville pour ses monuments, comme la Medical School. Le bâtiment d'origine a été conçu avec une sobre façade de calcaire.
Ce musée fut nommé en hommage à James Breckenridge Speed (en) - un éminent homme d’affaires, collectionneur d'art et philanthrope de Louisville. Sa femme Hattie Bishop Speed (en) a créé le fonds de dotation, pour financer le musée. Elle spécifia que l'entrée devrait toujours rester gratuite. De 2012 au 2016, le musée a été rénové et agrandi, par l'architecte Kulapat Yantrasast (en). Le Speed Art Museum, avec une donation de 60 millions de dollars, créa un espace pour des grandes expositions spéciales, de nouvelles galeries d'art contemporain, un centre d'accueil pour l'éducation familiale, un théâtre de 150 places, un café, une boutique et un pavillon multifonctionnel, pour des spectacles, des conférences et des divertissements,.
L'entrée est toujours gratuite, bien qu'il soit de bon ton d'offrir un don de quatre dollars. Le musée accueille environ 180 000 visiteurs chaque année.

## Collections
La collection permanente du musée compte 12 000 objets d'art.

### Peintres et sculpteurs européens
- Giambattista Pittoni
- Rembrandt
- Pierre Paul Rubens
- Claude Monet
- James Tissot
- Jacob van Ruisdael
- Gustave Courbet
- Auguste Rodin
- Thomas Gainsborough

### Modernisme
- Constantin Brâncuși
- Marc Chagall
- Pablo Picasso
- Jean Arp
- Jean Dubuffet
- Paul Cézanne
- Henri Matisse
- Paul Klee

### Peintres et sculpteurs américains
- Benjamin West
- James Peale
- Enid Yandell
- Elihu Vedder
- John Singer Sargent
- Mary Cassatt
- Edward Redfield
- Childe Hassam
- Hiram Powers
- Franklin Simmons (en)
- Randolph Rogers
- Thomas Ball
- Augustus Saint-Gaudens
- George Grey Barnard
- Paul Manship
- George Randolph Barse

### Art contemporain
- James Brooks
- John Chamberlain
- Nicole Chesney (en)
- Chuck Close
- Sam Gilliam (en)
- Sol LeWitt
- Alice Neel
- Yinka Shonibare
- Frank Stella
- Richard Tuttle

## Galerie

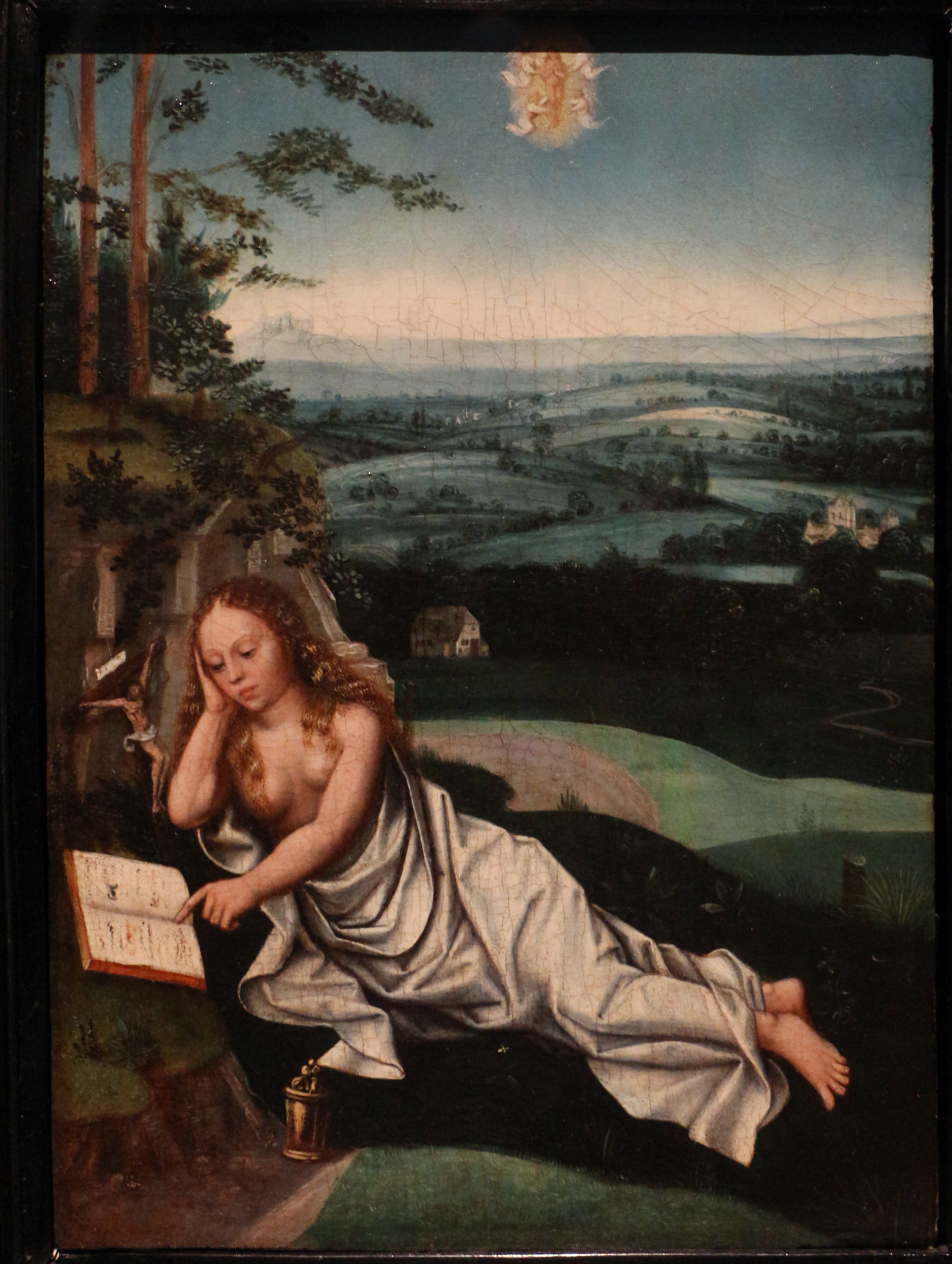
Adriaen Isenbrandt, Marie de Magdala, 1520 ca.
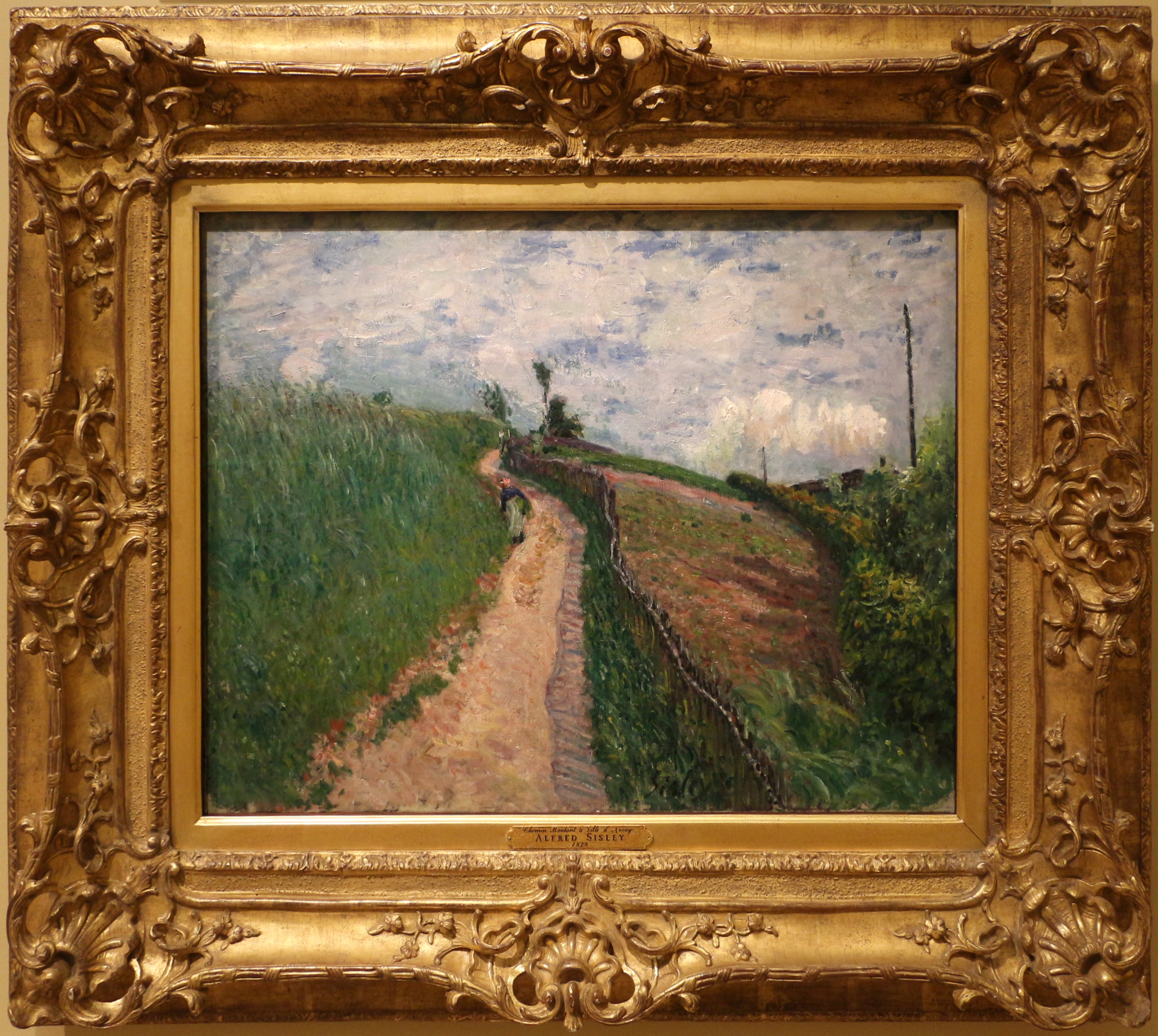
Alfred Sisley, Sentier en colline, 1879
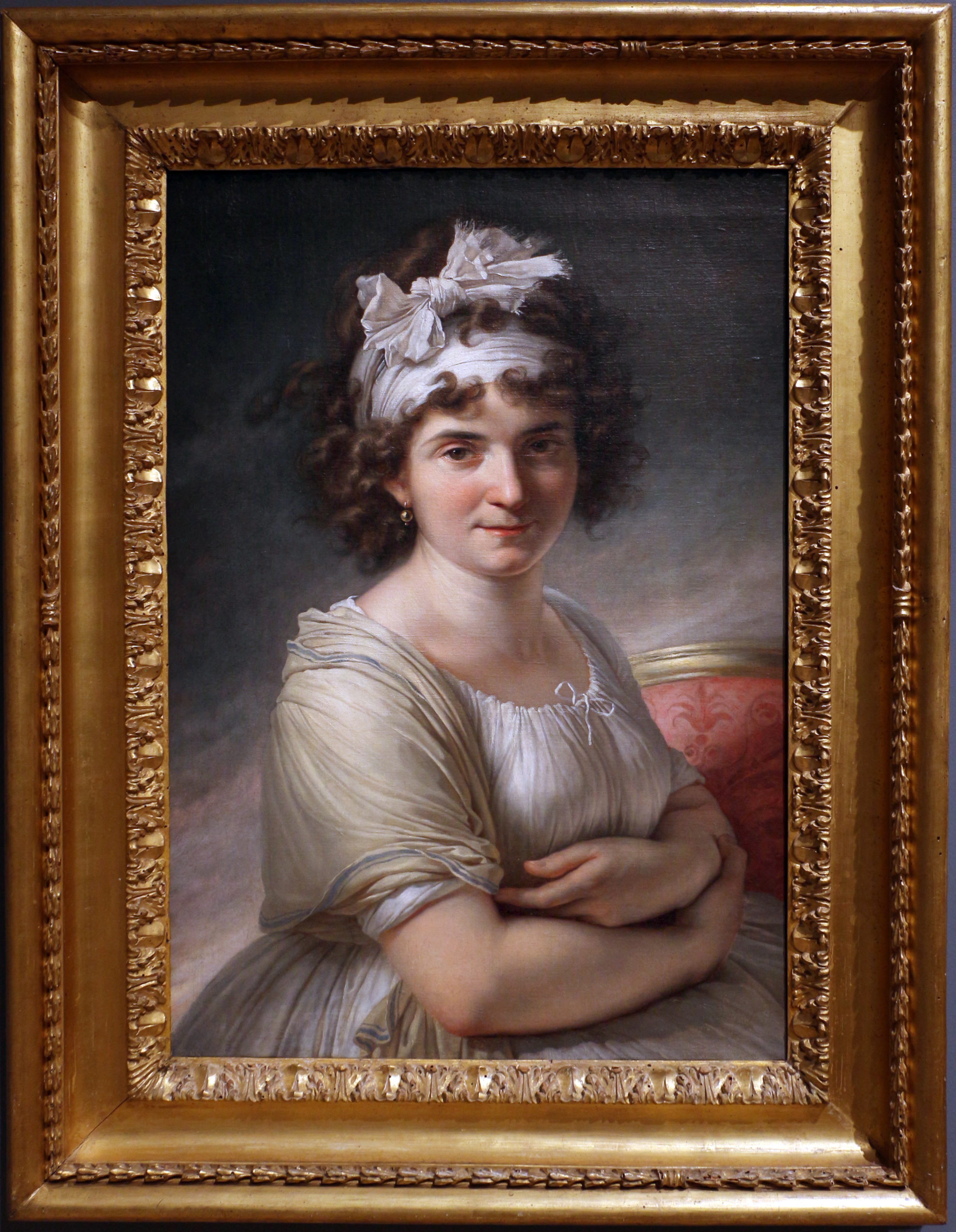
Antoine-Jean Gros, Portrai de Celeste Coltellini, madame Meuricoffre, 1790 ca.
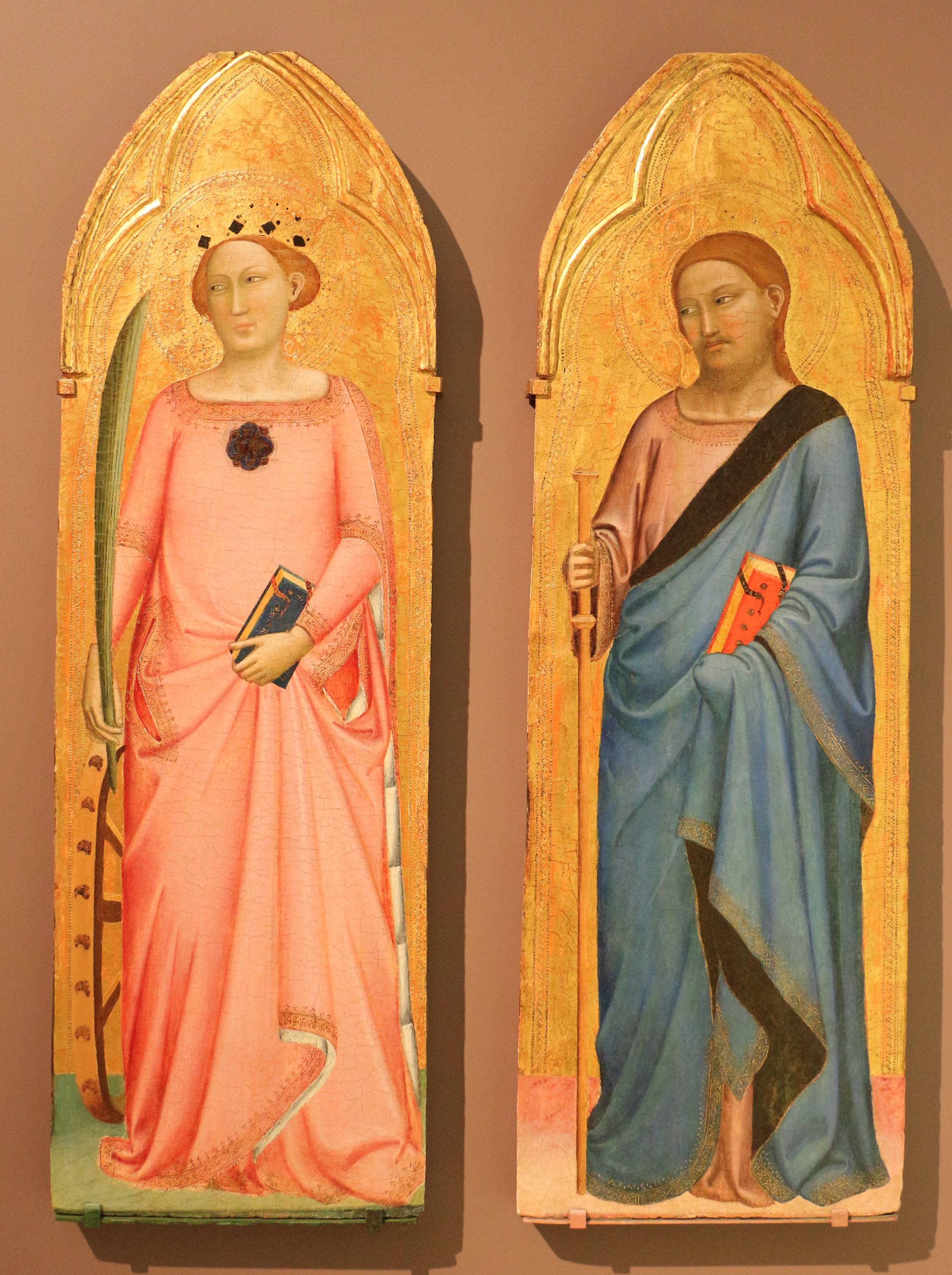
Bernardo Daddi, Catherine d'Alexandrie et Jacopo Maggiore, 1345 ca.
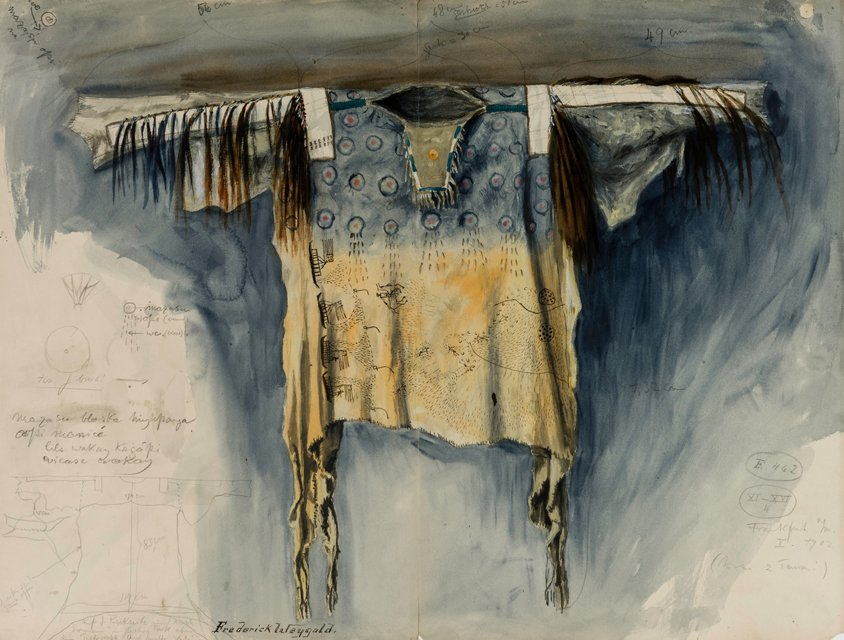
Frederick Weygold, Pictographic Painted Shirt, 1902, aquarelle
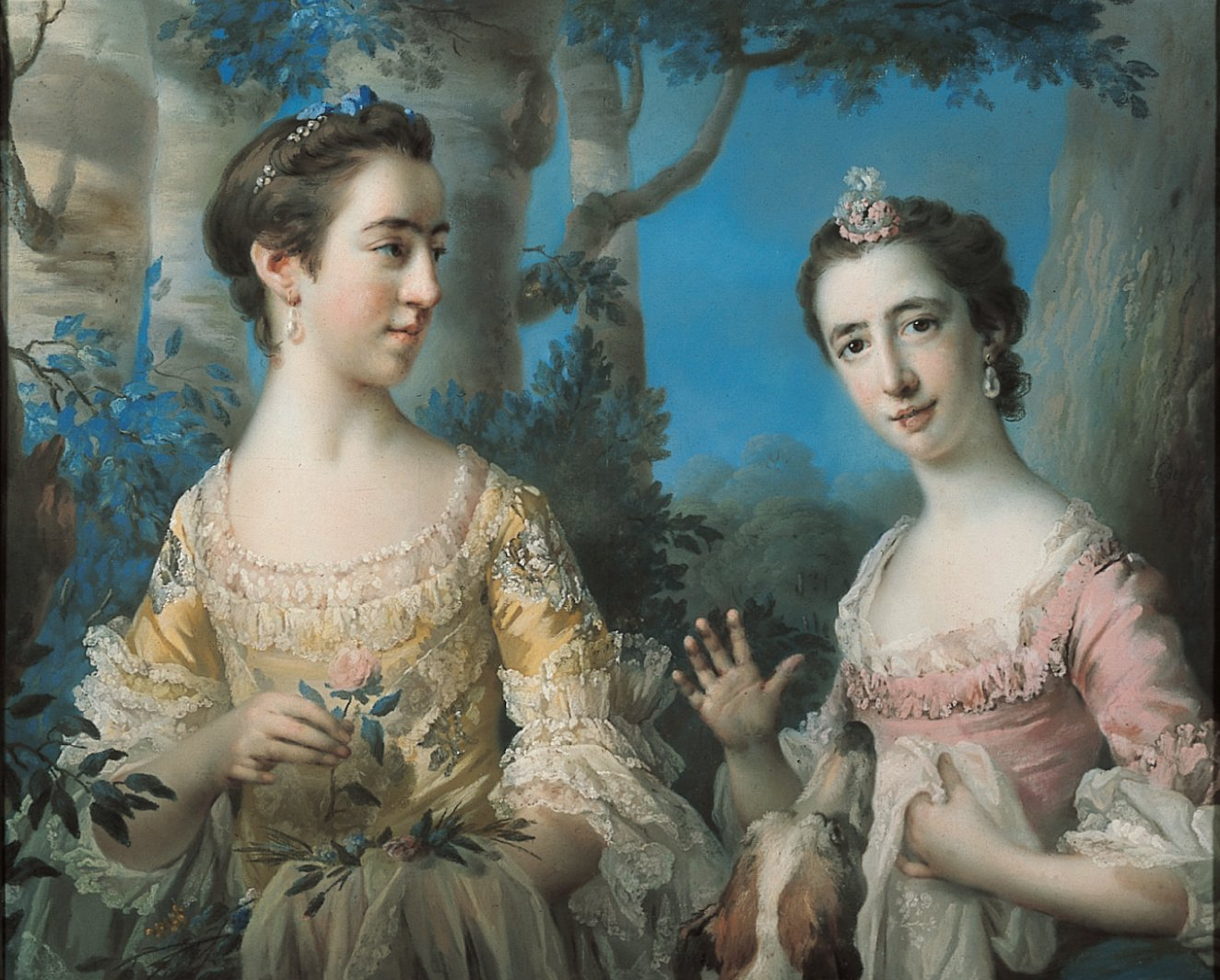
Francis Cotes, Double Portrait, pastele
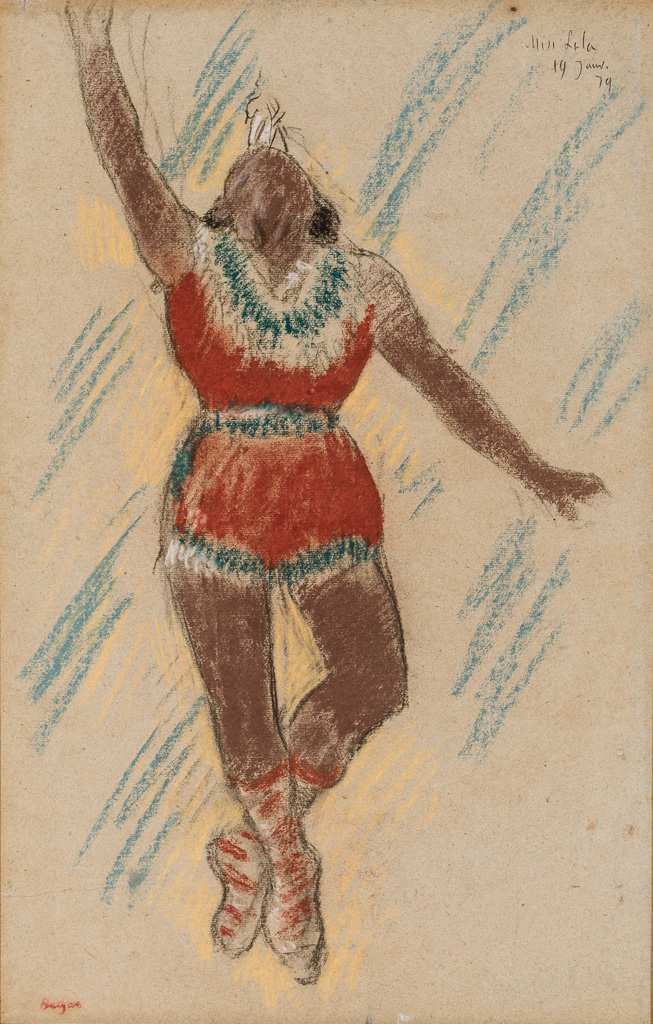
Degas, Study of Miss La La at the Cirque Fernando, 1879
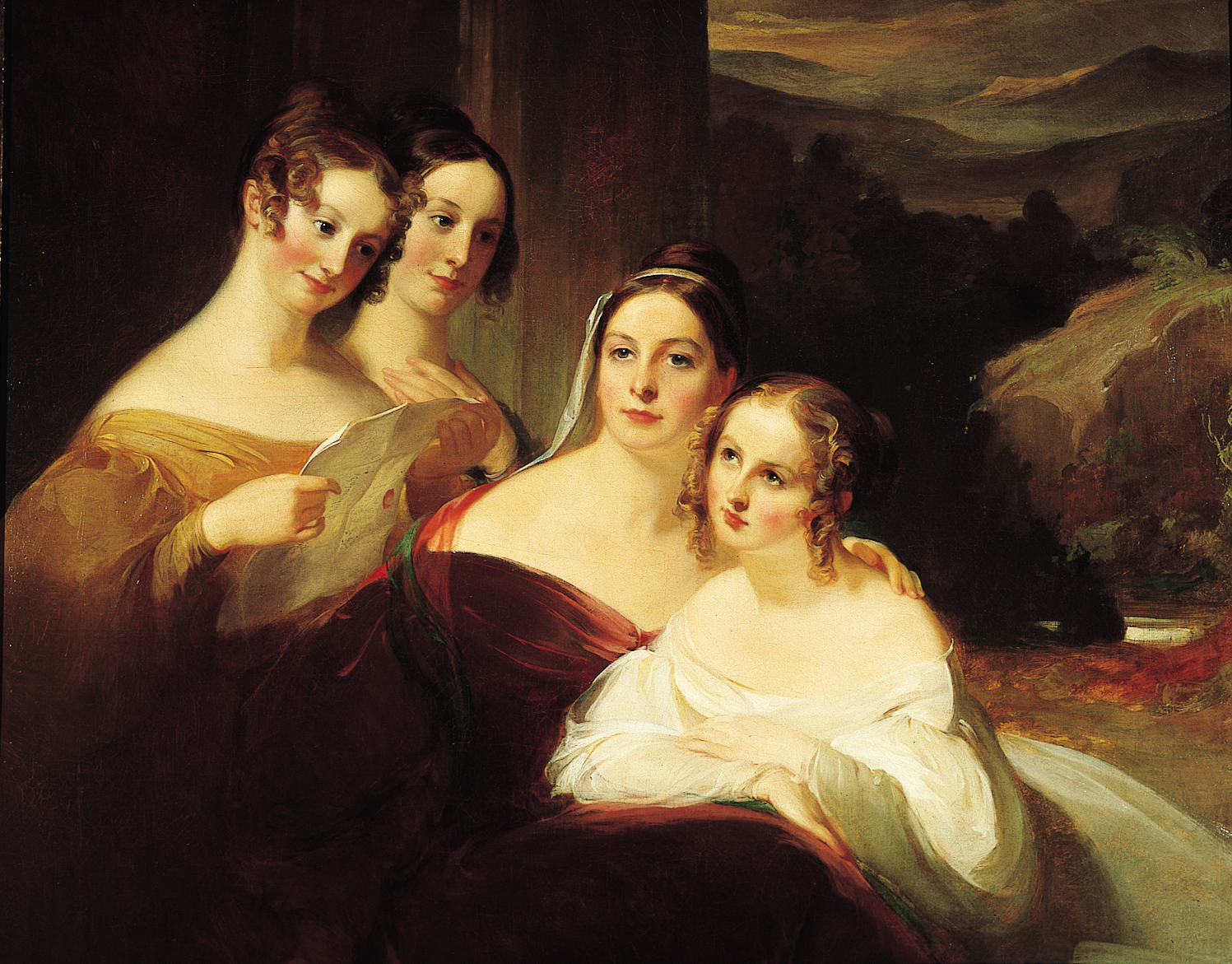
Thomas Sully, The Walsh Sisters
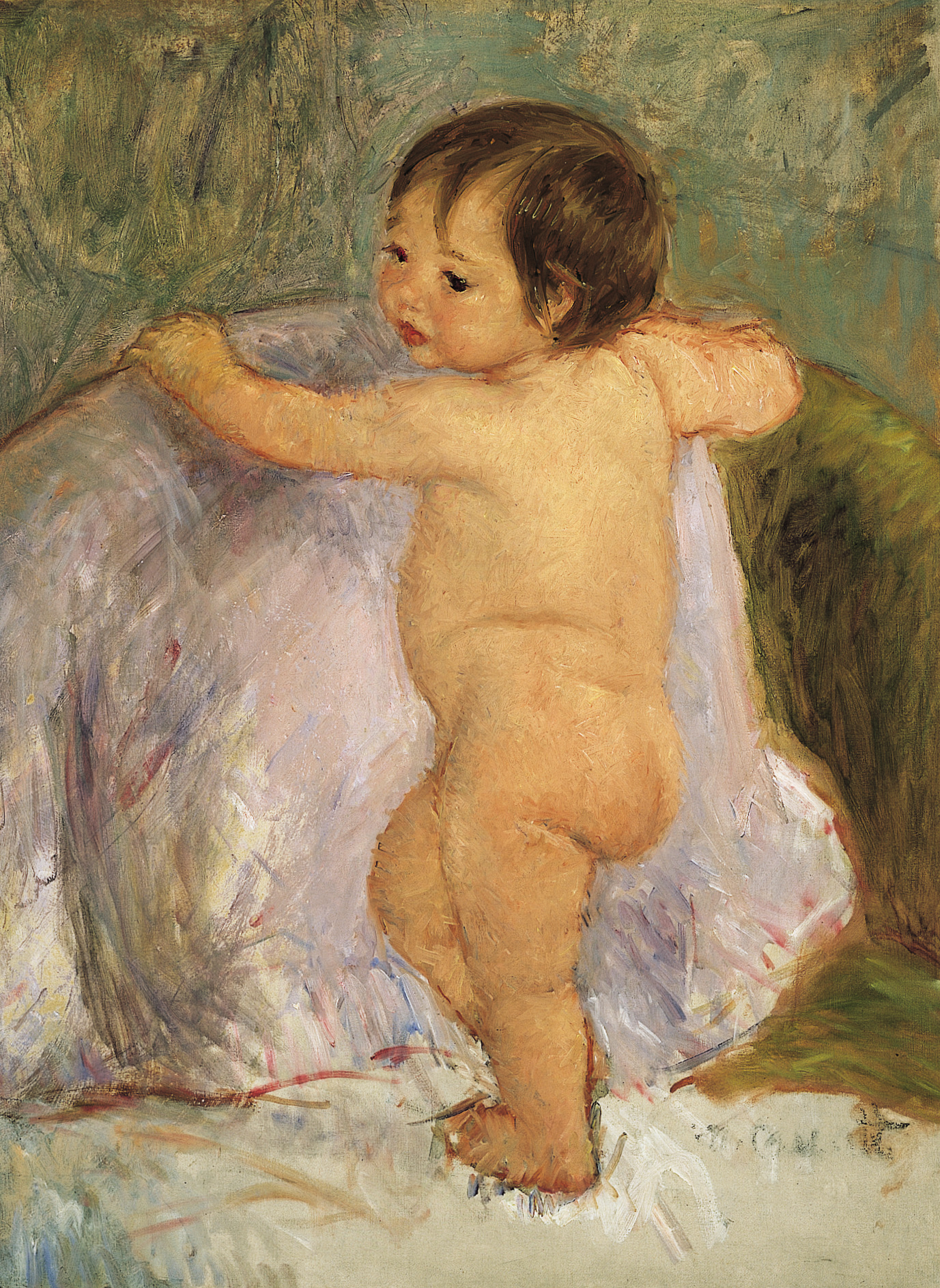
Mary Cassatt, The Child
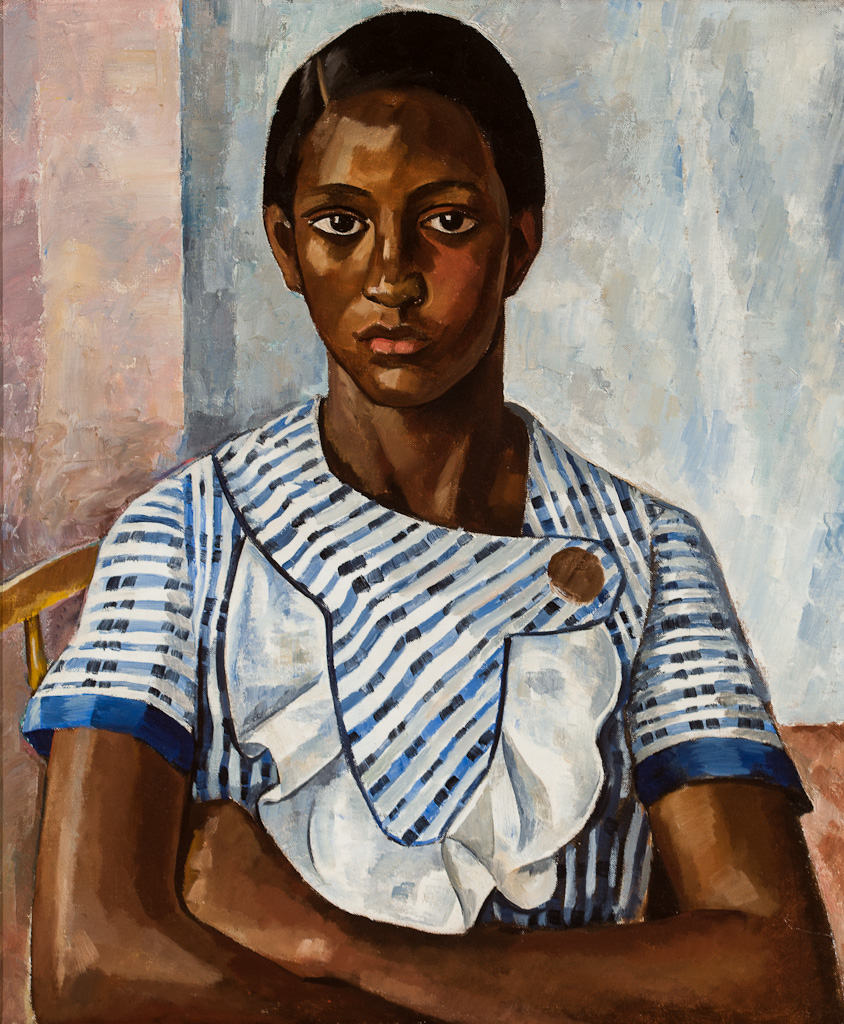
Edward Franklin Fisk, Portrait of Mary Daniel
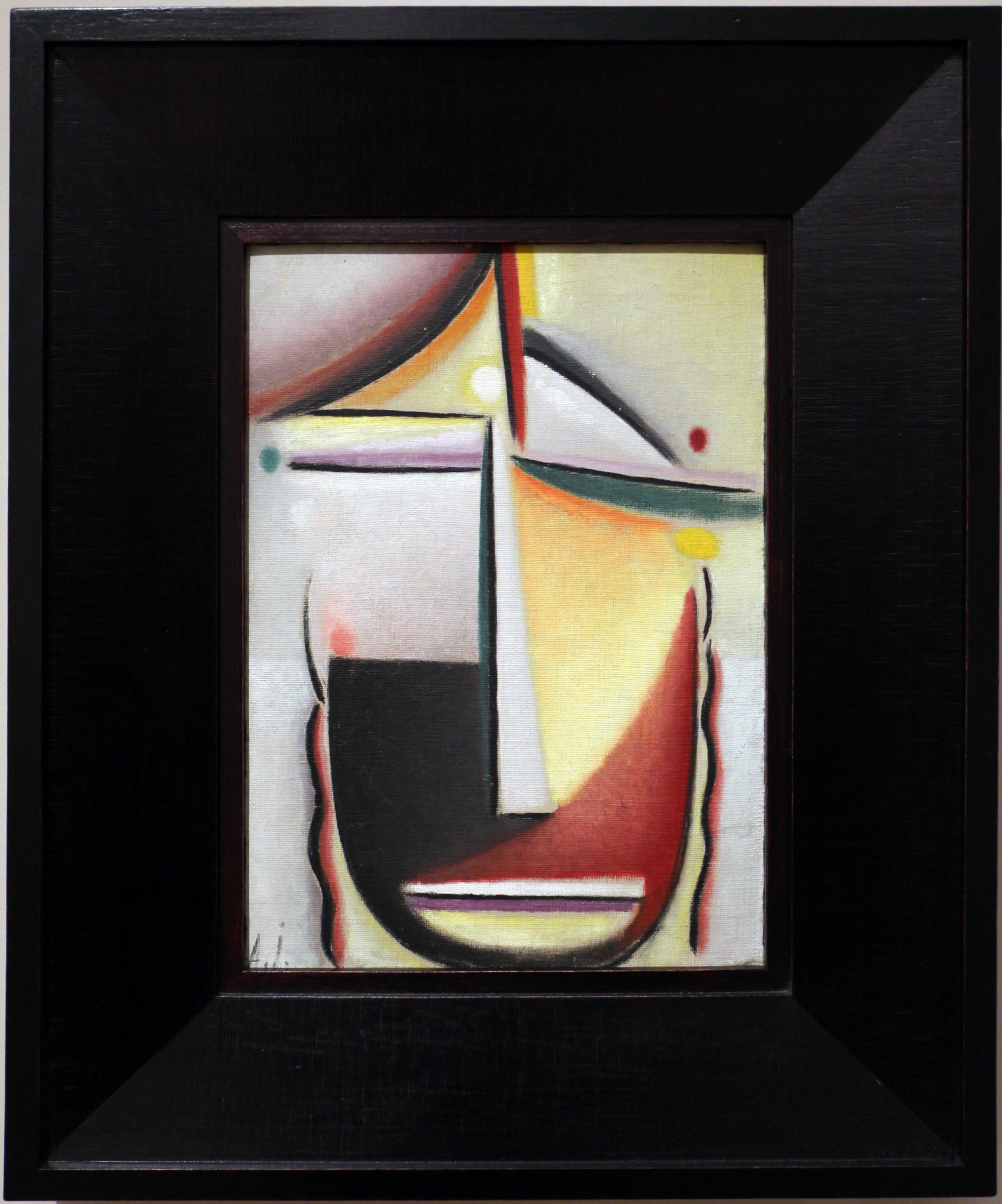
Alexei Jawlensky, Testa astratta, autunno e morente, 1923